# Dacia 1300
Dacia 1300 este un autoturism de familie fabricat de compania Dacia între anii 1969 și 1984. Acesta a apărut în urma licenței obținută de la compania franceză Renault, intrând în producție în august 1969 și având la bază modelul Renault 12. La acea vreme modelul avea un aspect modern și economic.
Inițial, modelul dispunea de o singură caroserie berlină cu 4 uși și 5 locuri. Blocul motopropulsor avea capacitatea cilindrică de 1.289 cmc care dezvolta 54 de cai putere, o viteză maximă de 144 km/h și avea un consum de 7,0 litri/100 km.

## Modele

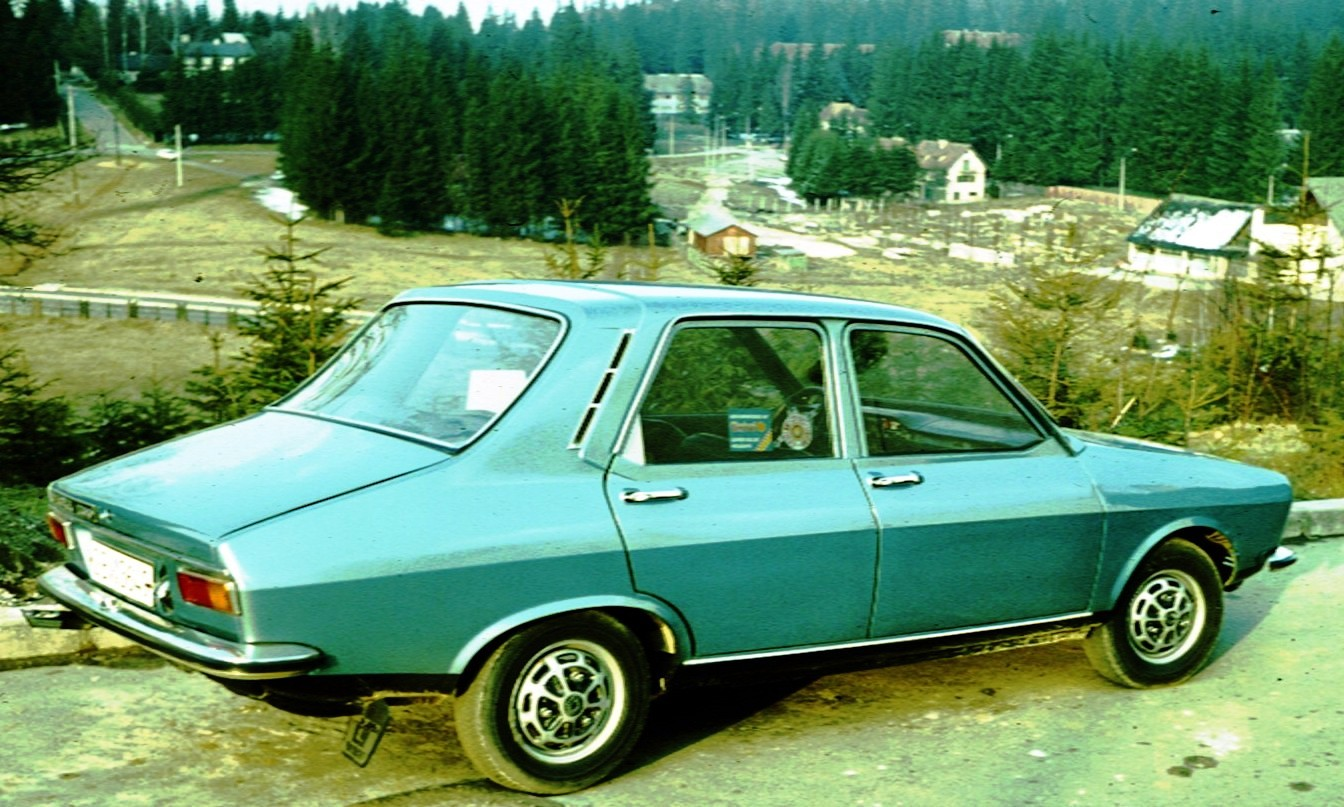
Dacia 1300

În 1970 sunt lansate trei variante de echipare pentru modelul 1300:
Standard, Lux, Lux Super 1301 (model destinat numai folosirii ca mașină de serviciu a Partidului Comunist Român și a Securității). Dacia 1301 Lux Super avea dotări care nu se aflau pe modelele Standard și Lux cum ar fi: instalație radio din fabrică, scaune față supraînălțate, circuit de frână dublu, oglinzi retrovizoare exterioare, oglindă interioară cu poziție zi/noapte, parasolar pasager cu oglindă, torpedou iluminat, brichetă electrică, instalație spălare parbriz electrică, fiind disponibilă în culori închise, precum negru.
În 1973 începe producția modelelor Break, iar în 1975 este lansată autoutilitara Dacia 1302. Dacia 1302 se deosebea de 1300 numai prin suspensia spate și putea suporta o sarcină maximă de 500 kg. Între 1975-1985, au fost exportate 1500 de autoutilitare, cele mai multe ajungând în Argentina și 2500 de autoutilitare în Columbia.
Modelul 1300 a fost înlocuit de modelul Dacia 1310 în 1979, însă a rămas în producție până în 1984. În anul 1982, a fost lansat un hibrid numit DACIA 1300 CU ELEMENTE 1310. Acesta a fost un model de tranziție, întrucât nu existau încă suficiente resurse și piese pentru a fabrica Dacia 1310. Au existat 2 versiuni: 
- DACIA 1300 /1310P. Aceasta arăta exact ca un model 1310 prima serie, dar motorul a rămas cel de 54 CP de la 1300, cel de 1310 având 56-57 CP. Acestea erau echipate cu un sistem de servoasistare a frânei precum și cu o pompă dublu circuit. Bordul era cel rămas de la modelele 1300 însă cu unele comenzi modificate. Stopurile erau model nou, monobloc, specifice modelului 1310. Modelele cu indicativ P erau destinate exportului în Polonia, R.D.G, Cehoslovacia, Ungaria.
- DACIA 1300 L, Acest model avea acea particularitate că avea partea din față identică cu 1300/1310P, și a primelor modele 1310, dar partea din spate, deși avea tot bara parașoc de 1310, lămpile stop au rămas cele de la modelele 1300, cu lampă marșarier separată sub fiecare lampă stop. Aceste modele au fost echipate atât cu frână normală cât și cu servoasistare. Au avut frână atât cu circuit simplu cât și cu circuit dublu. Unele modele din această serie au fost echipate și cu planșa de bord specifică modelului DACIA 1310. Aceste modele au fost obținute spre a se menține atractivitatea modelului Dacia 1300. De asemenea, încă mai exista un stoc de caroserii de 1300, la fel și planșe de bord de 1300, și s-a optat pentru această variantă mai ieftină de restilizare. 
- Pe modelele Break, cu elemente 1310,  partea frontală era specifică primelor modele 1310, însă sunt schimbate mânerele ușilor, se adaugă ca dotări de serie ștergătorul de lunetă, lămpile marșarier, pompa de frână dublu circuit  și servoasistarea. Planșa de bord a rămas cea de model 1300, însă cu 3 contactori în partea dreaptă, pentru degivrare lunetă și  ștergător lunetă. Modelele Break au fost livrate și cu anvelope cu dimensiunea 165-SR-13 și jante 5jx13. 